# Tambahrejo (Bandar)
Tambahrejo is een bestuurslaag in het regentschap Batang van de provincie Midden-Java, Indonesië. Tambahrejo telt 4822 inwoners (volkstelling 2010).